# Matthias Hues
Matthias Hues (Waltrop, 14 febbraio 1959) è un artista marziale e attore tedesco.

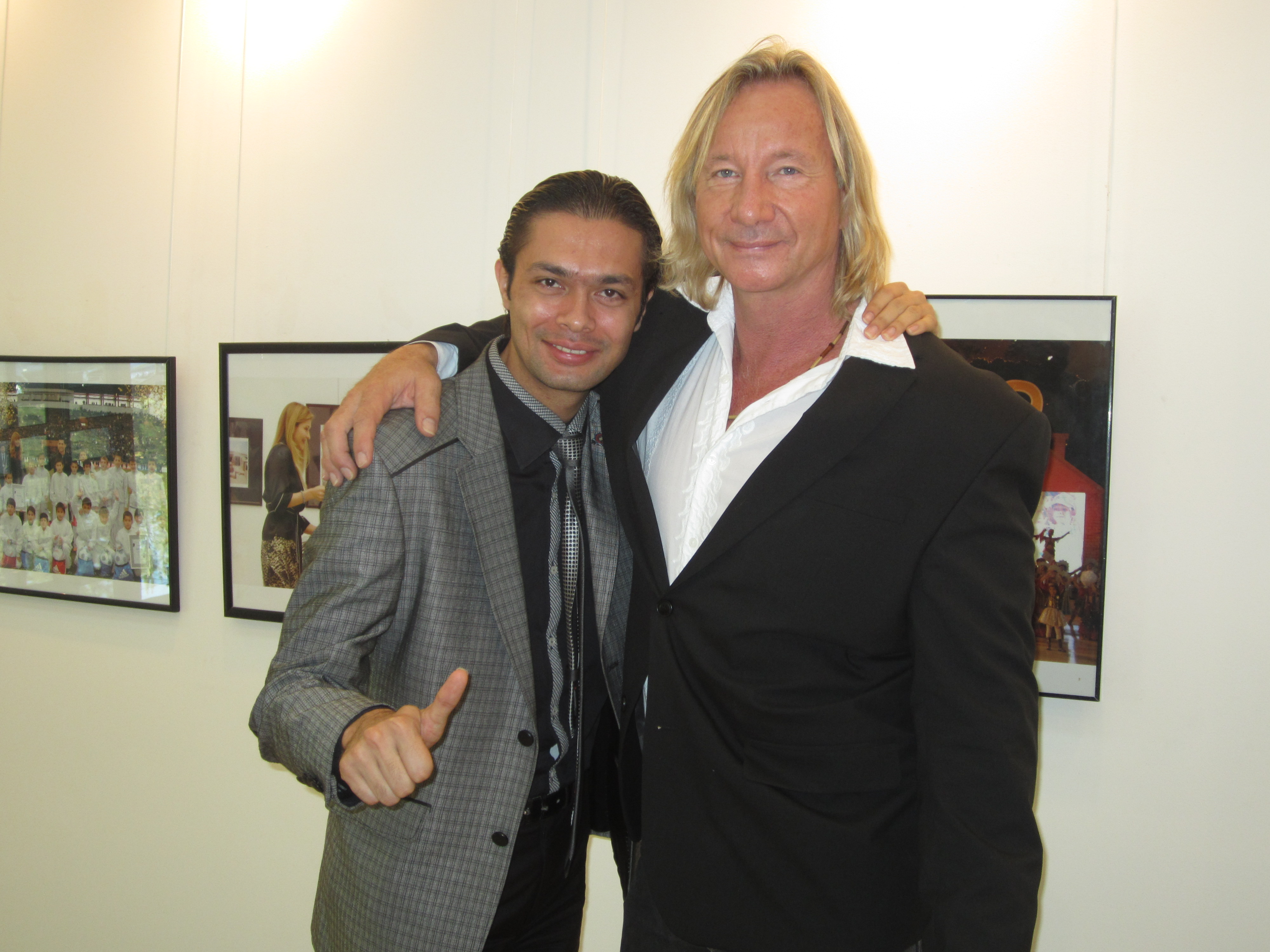
Otabek Mahkamov e Matthias Hues

Sin da bambino i suoi genitori, il Dottor Josef Hues e Maria Humperdinck, gli danno un'educazione sia artistica che sportiva. A 19 anni vince il campionato tedesco di Pentathlon ad Hannover, mentre studia anche arti marziali.
Una volta diplomato, si trasferisce a Parigi, dove lavora in alcuni famosi hotel frequentati da personalità dello spettacolo. Sfruttando la moda dell'aerobica, lanciata all'epoca da Jane Fonda, apre nella capitale francese una palestra che segue i dettami dello stile americano. Si appassiona così alla società americana, tanto che vende la palestra e si trasferisce prima nelle isole Hawaii, poi a Venice (California), dove si unisce alla Gold's Gym, vero e proprio trampolino di lancio per chi vuole fare strada nel mondo del culturismo o del cinema. Ad Hues, infatti, è stato consigliato da più di una persona di proporsi nel mondo del cinema, tanto che l'atleta si innamora di quest'idea.
Nel 1985 il regista cinese Corey Yuen dirige Kickboxers - Vendetta personale (No Retreat, No Surrender), che vanta uno dei primi ruoli di Jean-Claude Van Damme nel ruolo del "cattivo". Nel 1989 lo stesso regista decide di girare un seguito, Artigli di tigre - Il ritorno (No Retreat, No Surrender 2), ma ormai Van Damme non è più disponibile. Così i produttori chiamano la Gold's e questa propone subito loro Matthias Hues che, sebbene non abbia esperienza recitativa, è fisicamente perfetto per il ruolo da cattivo che prevede il suo personaggio. Così Hues ottiene il suo primo ruolo importante, al fianco di Loren Avedon e Cynthia Rothrock.
Negli anni successivi Hues interpreta principalmente ruoli da cattivo, sia per il suo imponente aspetto fisico che per il suo accento straniero, anche se in seguito è divenuto uno dei pochi attori non americani che abbiano praticamente perso l'accento. Un discreto successo riscuotono i suoi ruoli in Arma non convenzionale (I Come in Peace, 1990) di Craig R. Baxley ed in Kickboxer 2 - Vendetta per un angelo (1991) di Albert Pyun.
Malgrado il successo ottenuto nel corso degli anni, i suoi ruoli rimangono legati sia al genere marziale che alla semplice caratterizzazione.

## Filmografia
(Solo titoli usciti in Italia)
- Big Top Pee-wee - La mia vita picchiatella (1988)
- Artigli di tigre - Il ritorno (1989)
- Sbarre d'acciaio (1989)
- Arma non convenzionale (1990)
- Kickboxer 2 (1991)
- Sete di giustizia (1991)
- Star Trek VI: Rotta verso l'ignoto (1991)
- Codice marziale 3 - missione giustizia (1992)
- Sotto i colpi dell'aquila (1992)
- Cintura nera (film) (1992)
- Demolition Cop (1993)
- Bounty Tracker   (1993)
- Poliziotto a Los Angeles (1993)
- Death Match (1994)
- Trappola per il presidente (1997)